# Contea di Pingyang
La contea di Pingyang (平阳县S, Píngyáng XiànP) è una contea nella prefettura della città di Wenzhou, nella provincia dello Zhejiang, in Cina.